# Lijst van rijksmonumenten in De Bilt (gemeente)
De gemeente De Bilt telt 159 inschrijvingen in het rijksmonumentenregister. Hieronder een overzicht.

## Bilthoven
De plaats Bilthoven telt 23 inschrijvingen in het rijksmonumentenregister. Zie Lijst van rijksmonumenten in Bilthoven voor een overzicht.

## De Bilt
De plaats De Bilt telt 66 inschrijvingen in het rijksmonumentenregister. Zie Lijst van rijksmonumenten in De Bilt (plaats) voor een overzicht.

## Groenekan
De plaats Groenekan telt 39 inschrijvingen in het rijksmonumentenregister. Zie Lijst van rijksmonumenten in Groenekan voor een overzicht.

## Maartensdijk
De plaats Maartensdijk telt 32 inschrijvingen in het rijksmonumentenregister. Zie Lijst van rijksmonumenten in Maartensdijk voor een overzicht.

## Westbroek
De plaats Westbroek telt 9 inschrijvingen in het rijksmonumentenregister. Zie Lijst van rijksmonumenten in Westbroek voor een overzicht.
Amersfoort ·
Baarn ·
Bunnik ·
Bunschoten ·
De Bilt ·
De Ronde Venen ·
Eemnes ·
Houten ·
IJsselstein ·
Leusden ·
Lopik ·
Montfoort ·
Nieuwegein ·
Oudewater ·
Renswoude ·
Rhenen ·
Soest ·
Stichtse Vecht ·
Utrecht ·
Utrechtse Heuvelrug ·
Veenendaal ·
Vijfheerenlanden ·
Wijk bij Duurstede ·
Woerden ·
Woudenberg ·
Zeist